# 飯篠家直

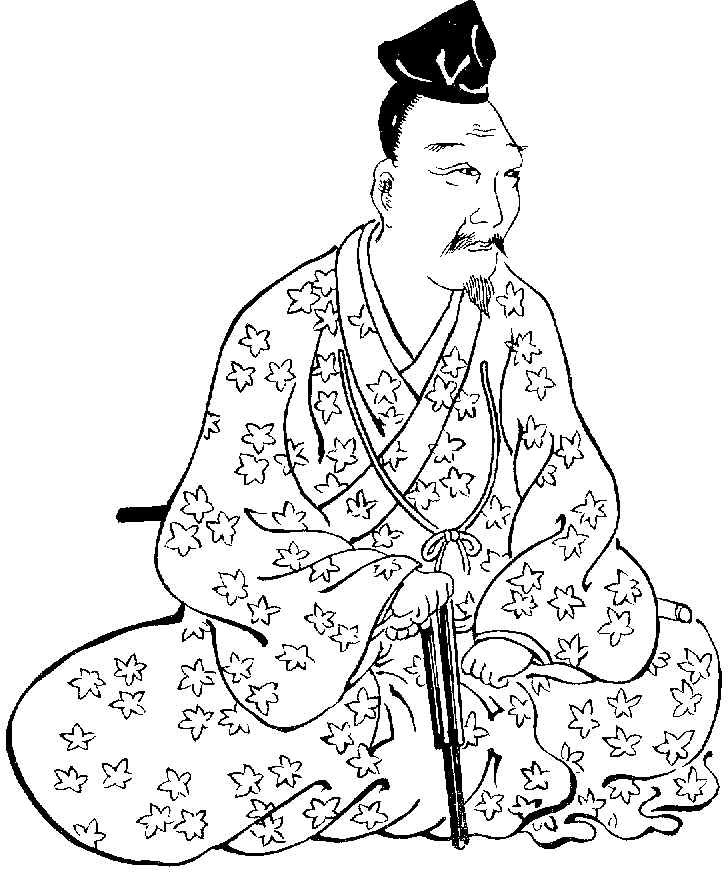
飯篠 家直

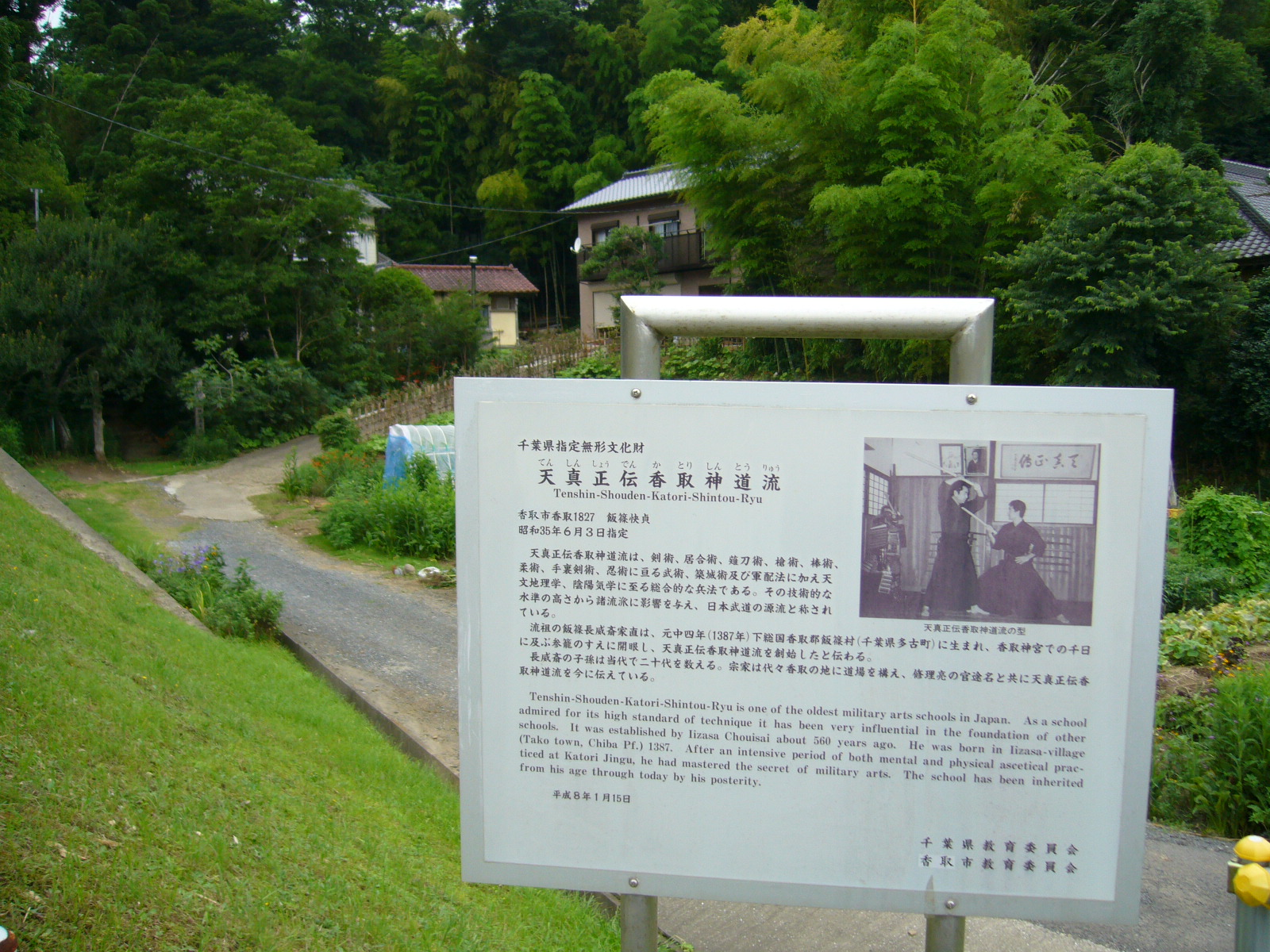
香取神道流宗家道場

飯篠家直（平假名：いいざさ いえなお，1387年-1488年5月26日），日本室町時代中後期的武將、劍豪。日本武道源流之一天真正傳香取神道流創始者。被稱為「日本兵法中興之祖」。